# Circondario di Ebersberg
Il circondario di Ebersberg (targa EBE) è un circondario  (Landkreis) della Baviera, in Germania.
È parte del distretto governativo dell'Alta Baviera.
Il capoluogo è Ebersberg, il centro maggiore Vaterstetten.

## Città e comuni
(Abitanti il 31 dicembre 2023)
| Comuni del circondario | Città 1. Ebersberg (12 527) 2. Grafing bei München (14 348) Territori extracomunali 1. Anzinger Forst (31 km²) 2. Ebersberger Forst (18 km²) 3. Eglhartinger Forst (27 km²) Comunità amministrative - Aßling, con i comuni: - Aßling - Emmering - Frauenneuharting - Glonn, con i comuni: - Glonn (mercato) - Baiern - Bruck - Egmating - Moosach - Oberpframmern | Comuni: 1. Anzing (4 475) 2. Aßling (4 631) 3. Baiern (1 531) 4. Bruck (1 353) 5. Egmating (2 391) 6. Emmering (1 505) 7. Forstinning (3 895) 8. Frauenneuharting (1 577) 9. Glonn (5 329) 10. Hohenlinden (3 390) 11. Kirchseeon (10 801) 12. Markt Schwaben (13 901) 13. Moosach (1 510) 14. Oberpframmern (2 503) 15. Pliening (5 982) 16. Poing (16 666) 17. Steinhöring (4 078) 18. Vaterstetten (25 596) 19. Zorneding (9 570) |